# Demonax iniquus
Demonax iniquus är en skalbaggsart som beskrevs av Holzschuh 1993. Demonax iniquus ingår i släktet Demonax och familjen långhorningar. Inga underarter finns listade i Catalogue of Life.